# Kazuaki Nagasawa
Kazuaki Nagasawa (Prefectura de Shizuoka, Japó, 4 de febrer de 1958) és un futbolista japonès que disputà nou partits amb la selecció japonesa.